# Denali (groupe)
Pour les articles homonymes, voir Denali (homonymie).
Denali est un groupe de rock indépendant américain, originaire de Richmond, en Virginie. Le groupe se sépare en 2004, mais se réunit de nouveau en 2008 à l'occasion de plusieurs concerts.

## Biographie
Le groupe est formé en avril 2000 par Cam DiNunzio, Jonathan Fuller, Keeley Davis et Maura Davis. Ils enregistrèrent une démo de cinq chansons en janvier 2001, et sont signés sur le label Jade Tree Records plus tard la même année. Denali sortent leur album éponyme en 2002.
En août 2003, ils sortent leur second album, The Instinct. Diffusé en France dès 2004, The Instinct connait les heurs de chroniques globalement positives sur de nombreux blogs et webzines. Metalorgie compare ainsi le groupe à Radiohead, Jeff Buckley ou encore Björk. Oli, du webzine W-Fenec, considère qu'il est « presque dommage que Maura Davis ait une aussi jolie voix, on pourrait en oublier la qualité de la justesse des instruments qui l'accompagne. » Foutraque.com ose même la comparaison avec Portishead, notant tout de même que « Denali prend bien soin de ne jamais sombrer dans les travers de la grandiloquence systématique et du démonstratif pesant. » IndiePopRock, de son côté, ne se gêne pas pour user de superlatifs : « Denali est magique, tout simplement. » L'avis de MagicRPM détonne quelque peu, considérant que « Denali n'est vraiment pas détestable, même pas médiocre. Il est juste incompétent pour toucher la gamme d'émotions auquel il aspire. »
Peu après la parution de l'album, Jonathan Fuller et Keeley Davis quittent le groupe pour se concentrer sur Engine Down, leur autre projet. Davis est remplacé par Stephen Howard et Ryan Rapsys remplace Fuller. La nouvelle composition du groupe le mena malgré tout à la séparation en 2004. En 2006, Lovitt Records sort le DVD Pinnacle, contenant un concert datant de 2003.
En novembre 2004, Maura Davis, Ryan Rapsys, Stephen Howard et un nouveau membre Matt Clark forment le groupe Bella Lea. Ils changent peu après de nom, et deviennent Ambulette. Maura et Keeley se réunissent par la suite au sein de Glös. Leur premier album sort chez Lovitt Records en 2007.
Denali joue un concert de retrouvailles le 5 juillet 2008, au Théâtre National de Richmond, en Virginie. Il est suivi par deux autres concerts à New York, au mois de septembre. En juin 2009, deux autres concerts se tiennent à Philadelphie et Washington. Une nouvelle chanson est jouée à ces concerts, seulement connue sous le titre Church Hill Bricks. Aucune information concernant de nouveaux morceaux ou enregistrements n'est connue à ce jour.

## Discographie

### Albums studio
- 2002 : Denali
- 2003 : The Instinct

### Démo
- 2001 : Demonstration

### Apparitions
- 2004 : Rock Against Bush, Vol. 1 (avec Normal Days, issue de The Instinct)

## Vidéographie
- Pinnacle (DVD de clips et concerts) (2006)